# ميك ارين
ميك ارين (بالإنجليزية: Mick Warren)‏ هو لاعب كرة قدم أسترالية أسترالي، ولد في 19 يونيو 1959.

## وصلات خارجية
- ميك ارين على موقع AustralianFootball.com (الإنجليزية)
- ميك ارين على موقع AFLtables.com (الإنجليزية)